# 湯の平温泉 (新潟県)
湯の平温泉（ゆのひらおんせん、ゆのだいらおんせん）は新潟県新発田市にある温泉。
飯豊山地西南部地域、飯豊川（加治川上流部）源流右岸に位置する。

## 泉質
- ナトリウム・カルシウム - 塩化物泉

## 施設
現地には山小屋（山荘）が1軒あり、露天風呂、炊事場、トイレ、キャンプ場を設けている。開設期間は毎年7月初旬から10月末である（積雪の状況により変動）。夏季のみ管理人がいる。売店はなく食事も出さない。宿泊は素泊まりのみ。
露天風呂は二つあり、男女別にしている。
温泉への登山道は整備されているが、一般人の入山が多いためか、遭難の多い地域でもある。山荘の開設期間以外は吊り橋が外されているため通行は困難である。なお、赤谷林道で発生した崩落の復旧工事、さらに後述の加治川ダム工事のため、赤谷林道及び湯の平登山道は当分の間全面通行止めになっている。

## アクセス
- 車: 県道14号、県道335号経由、赤谷林道終点より徒歩約1.5時間（赤谷林道は許可車両以外通行止めのため確認が必要[3]。）。東北電力の加治川ダム工事のため、当面の間、赤谷林道及び湯の平登山道は全面通行止め（歩行者を含む）となっており、湯の平避難小屋も閉鎖されている（2022年8月26日現在）[4]。

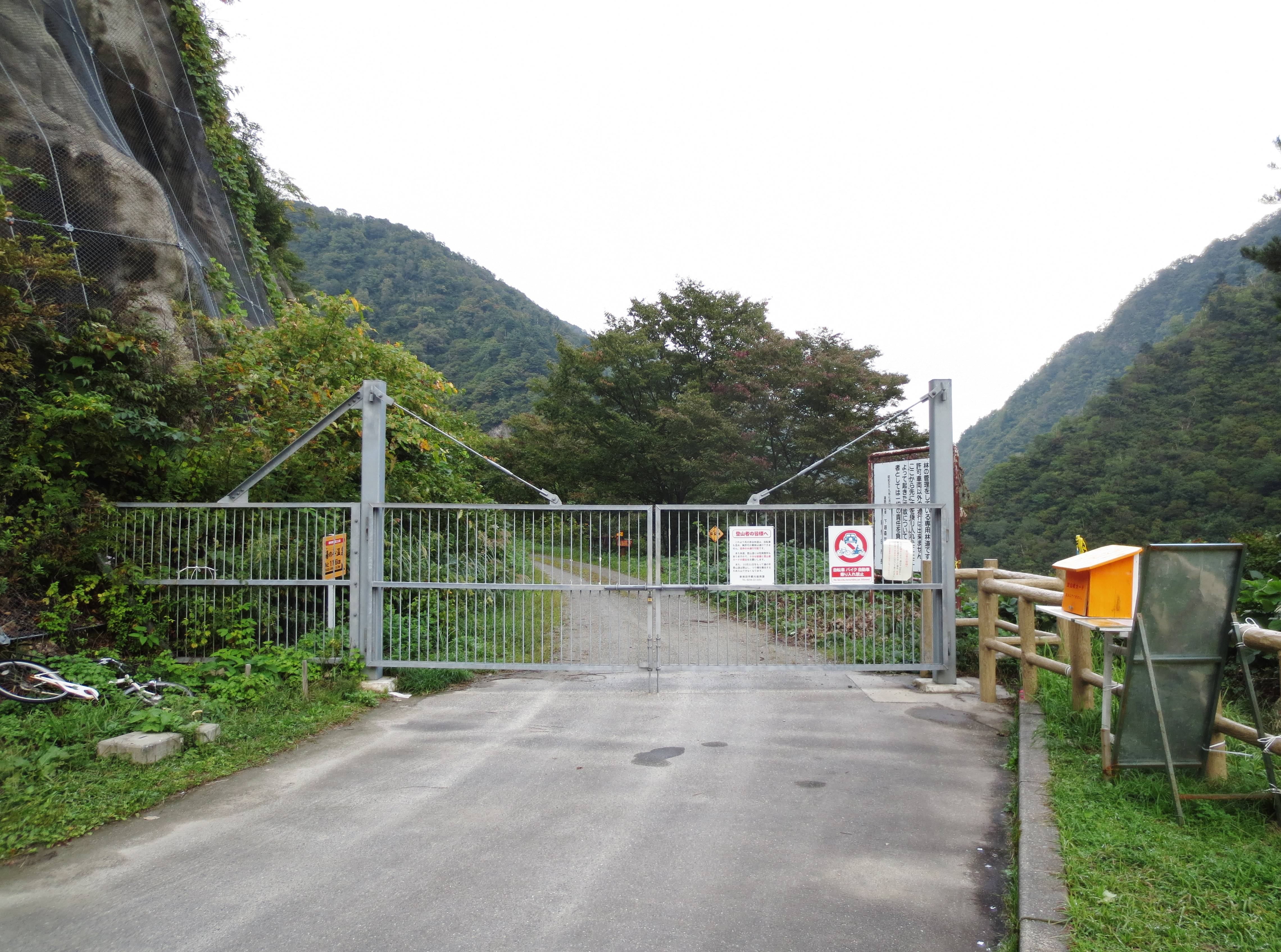
加治川治水ダム上流、赤谷林道ゲート 登山計画書ポストがある
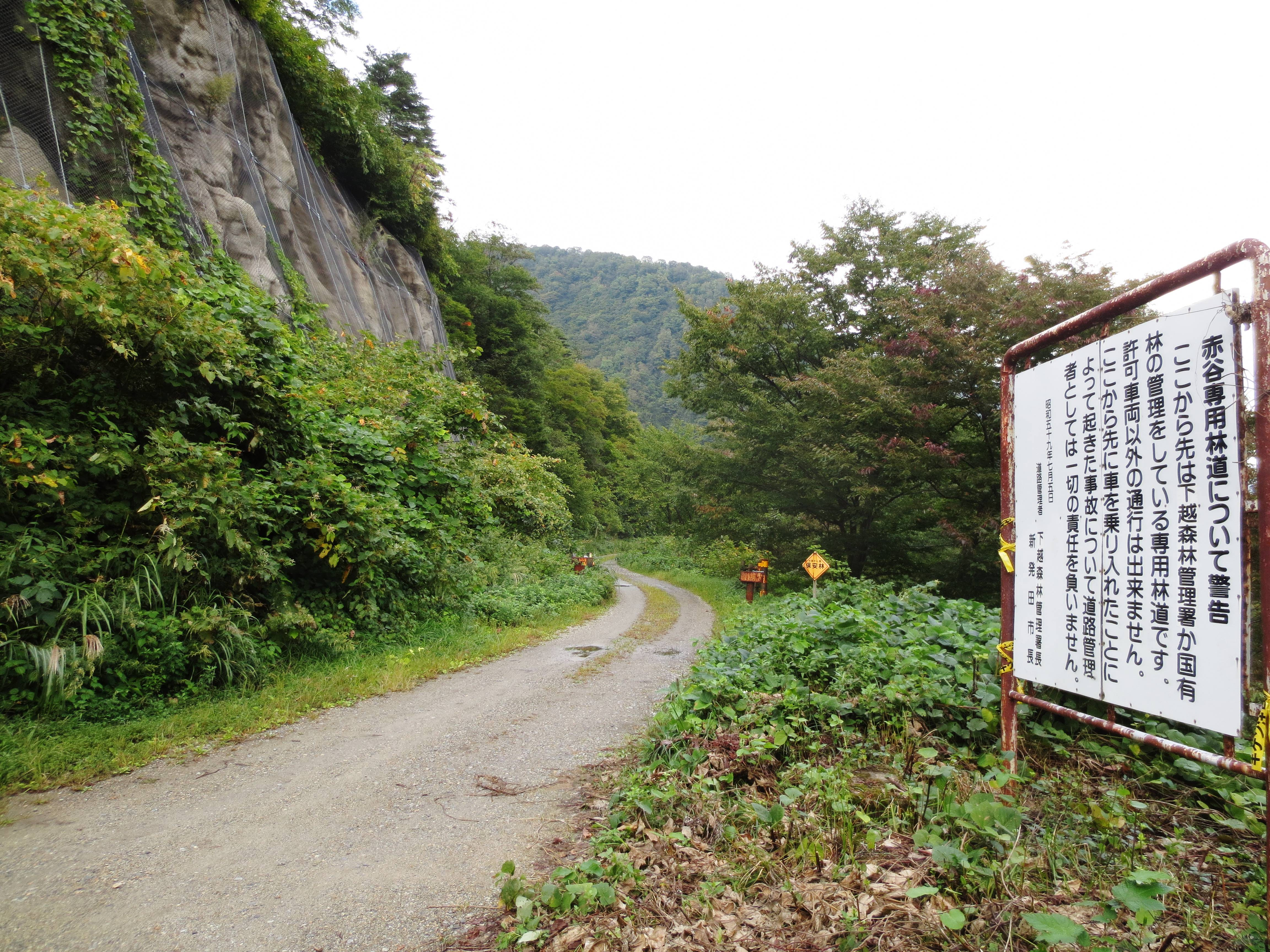
赤谷林道